# Globicephala melas
Espèce
Répartition géographique
Statut de conservation UICN

 LC  : Préoccupation mineure
Statut CITES
Le globicéphale commun ou globicéphale noir (Globicephala melas), également appelé dauphin pilote, est une espèce de globicéphales, des cétacés de la famille des delphinidés.

## Description
Les adultes mesurent de 5 à 6,5 mètres pour un poids qui varie de 1 800 kg pour les femelles à 3 800 kg pour les mâles.
Il existe chez cette espèce un dimorphisme sexuel prononcé pour ce qui concerne la taille. Les mâles atteignent 6,30 m pour un poids de 1,75 tonne et les femelles mesurent 5,5 m pour un poids moyen de 1 tonne. Les adultes, d'allure trapue, possèdent une tête globuleuse et un bec très court, constituant des sortes de lèvres. La fente buccale est ascendante mais se courbe vers le bas à la commissure, donnant ainsi à l'animal une expression qui pourrait éveiller en nous de la sympathie. Chaque demi-mâchoire compte 8 à 13 dents. Les pectorales sont longues (presque un quart de la longueur du corps) et pointues ; avec l'âge, elles forment un coude très net. L'aileron implanté sur la moitié antérieure du corps est arqué vers l'arrière ; sa forme permet d'identifier l'espèce. Chez les jeunes, il est saillant et triangulaire. La caudale est large et très échancrée. Le pédoncule caudal est aplati latéralement. La coloration est généralement foncée avec une touche de gris et parfois brunâtre. La gorge est ornée d'une tache claire en forme d'ancre qui se rétrécit en arrière de la poitrine pour s’élargir dans la zone anale. Derrière les yeux, une rayure claire s'étend vers l'aileron et derrière celui-ci se trouve une autre tache claire.

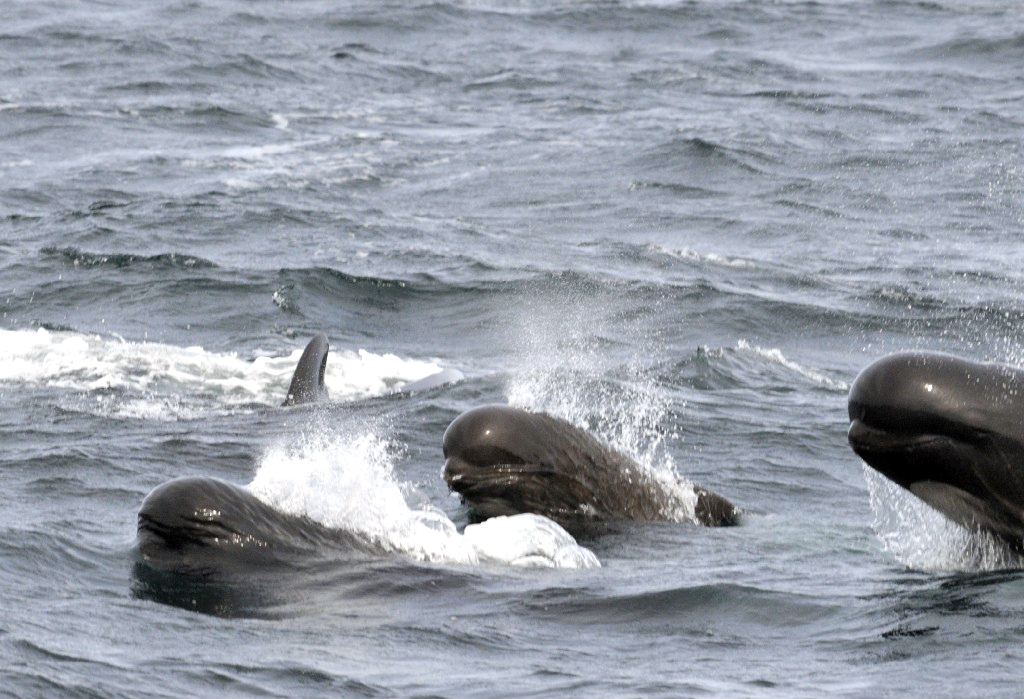
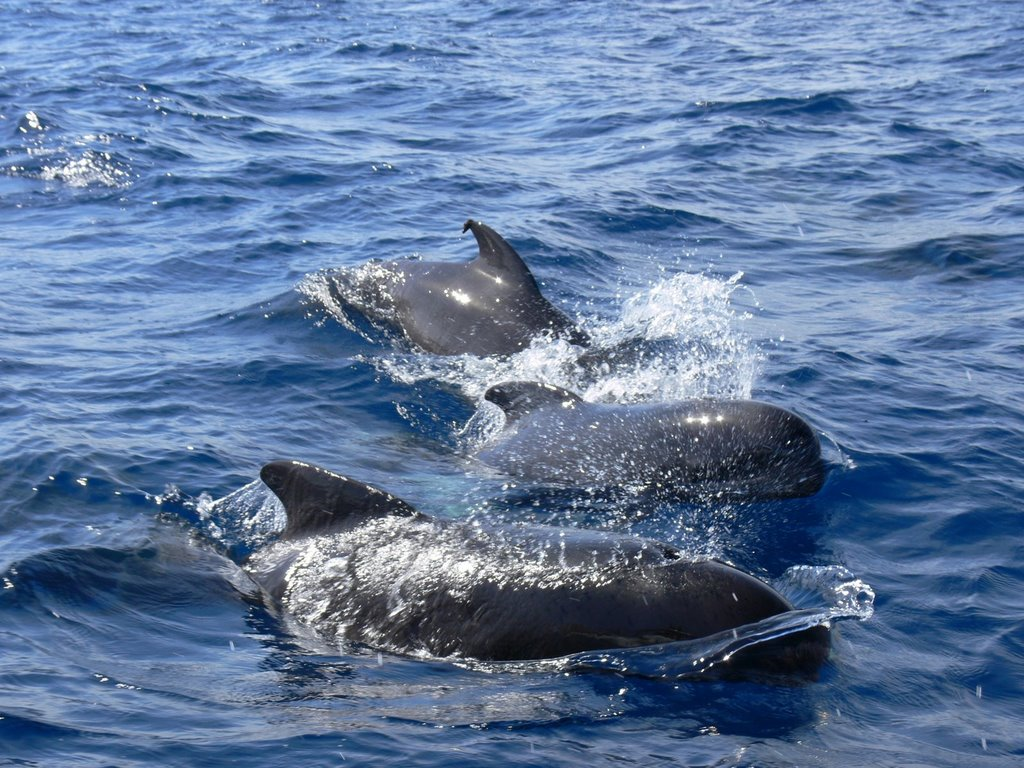
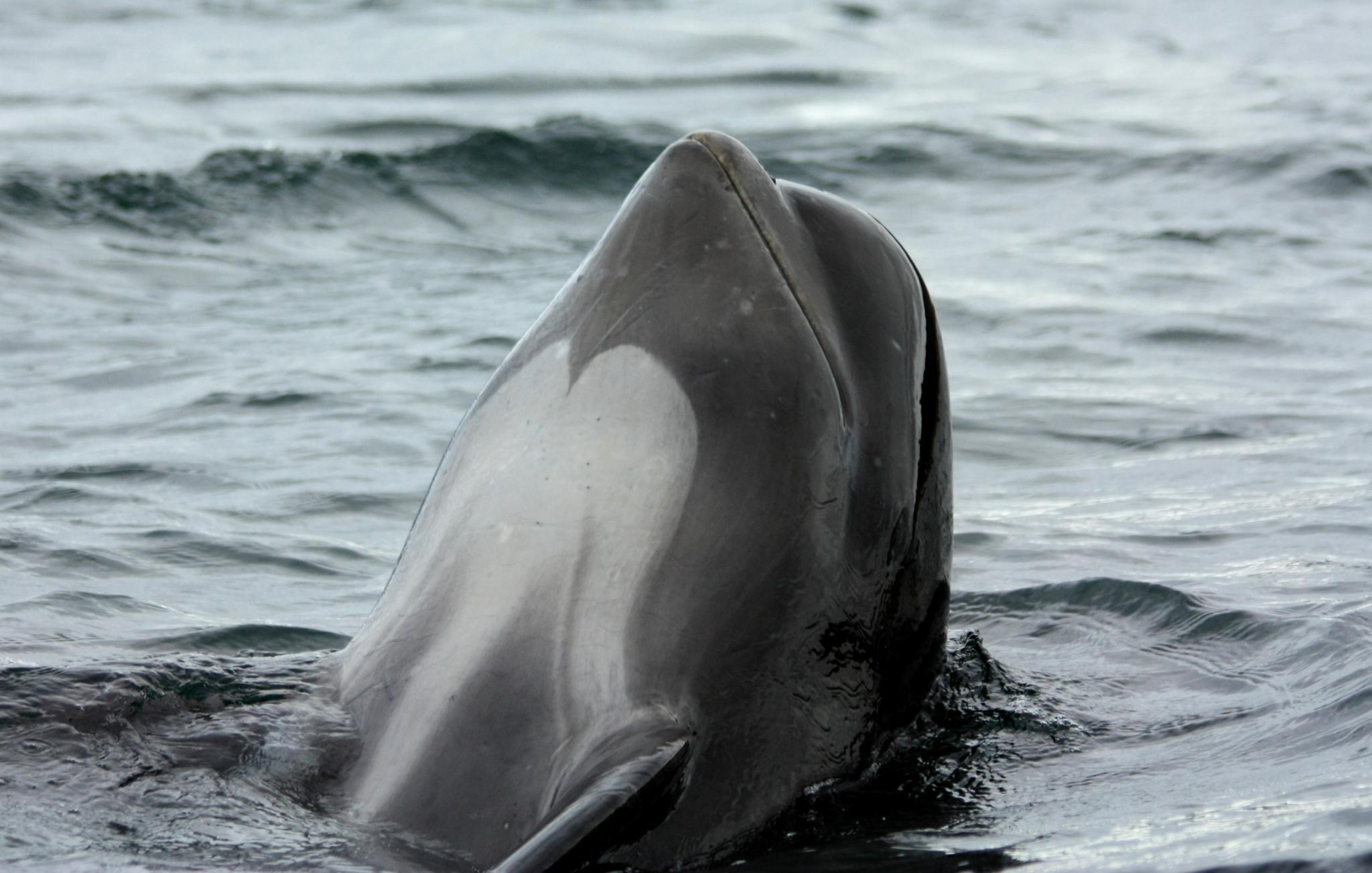
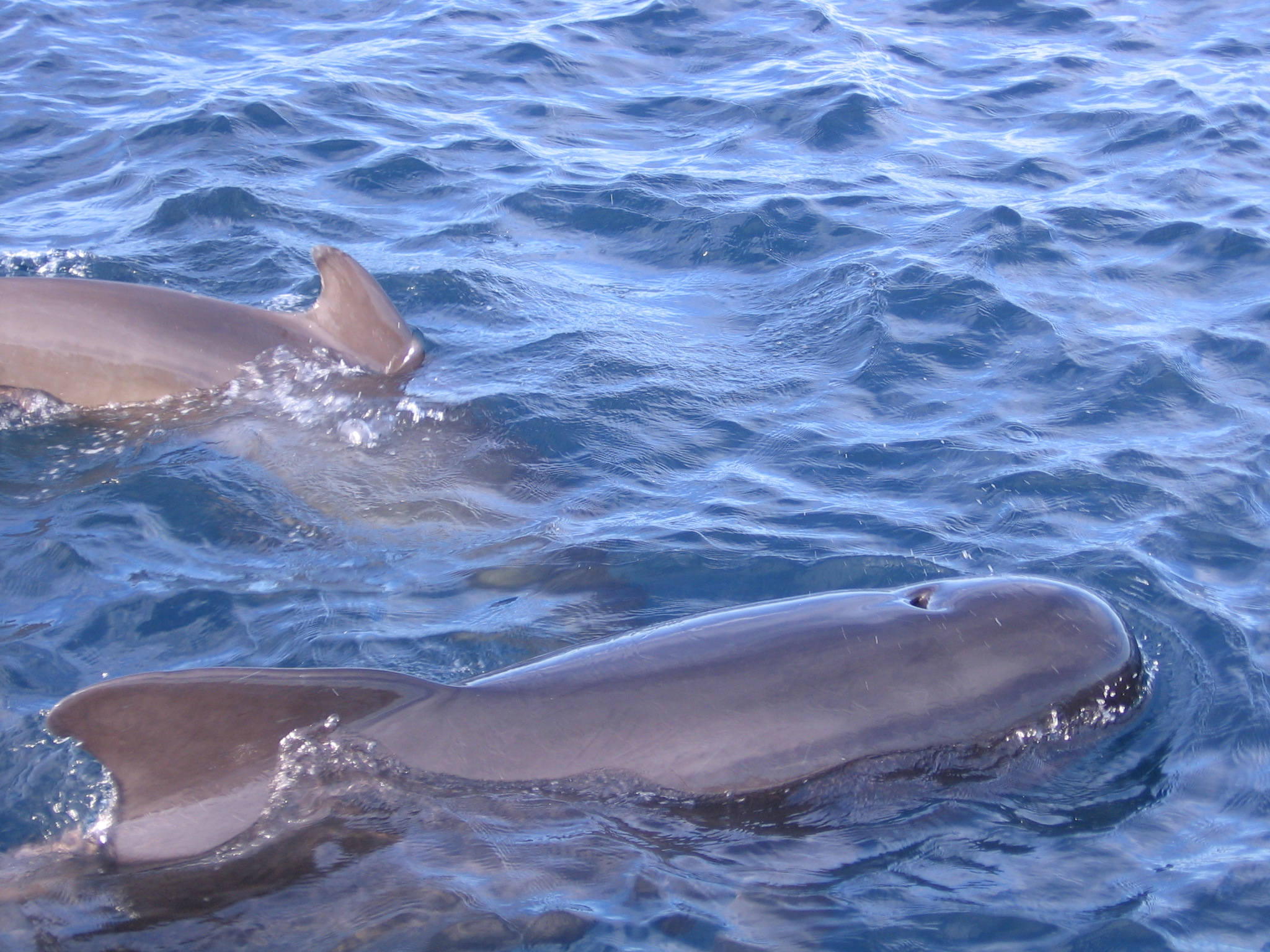
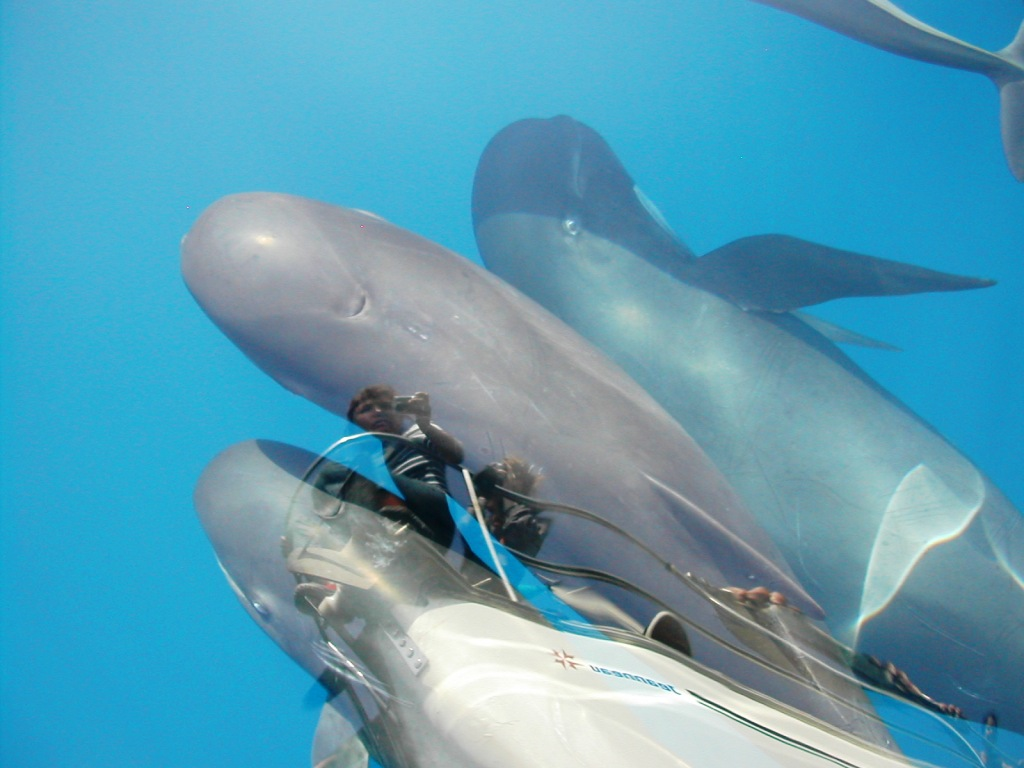

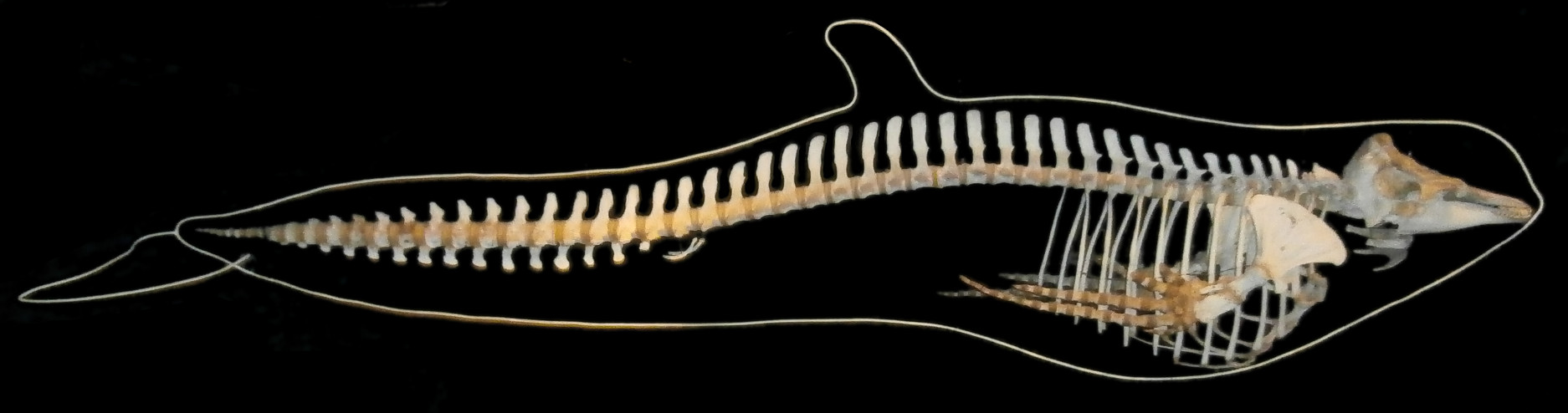
Squelette d'un globicéphale commun.
Taille comparée à un homme moyen

## Habitat et répartition
C'est une espèce océanique mais que l'on peut occasionnellement observer plus près des côtes, notamment dans le golfe de Gascogne (247 observations occasionnelles de 1980 à 2000 rapportées par des agents des douanes, des pêcheurs, des plaisanciers…) en France.
On peut donc l'observer dans les océans du monde entier mais c'est une variante de ce dernier qu'on retrouve dans le nord du Pacifique et dans l'océan Indien : le Globicephala macrorhynchus.
Ce cétacé préfère les eaux froides. Il peut également fréquenter le bassin occidental de la Mer Méditerranée.
Le globicéphale noir habite en eaux tempérées et sub-polaires, au nord de 30 degrés de latitude nord et, dans l’hémisphère sud, toutes les eaux tempérées jusqu'au cercle polaire.
La forme australe a le statut de sous-espèce,World Register of Marine Species (26 août 2021) :
- sous-espèce Globicephala melas edwardii A. Smith, 1834
- sous-espèce Globicephala melas melas (Traill, 1809)

Compte tenu des fréquences des échouages collectifs de cette espèce, on pense qu'à l'origine elle habitait uniquement en haute mer et que, par conséquent, elle n'est pas véritablement adaptée à la vie près des côtes, où elle revient parfois.

## Identification en mer
On peut différencier le globicéphale noir des autres cétacés par son aileron particulier, et de son proche parent le globicéphale tropical par ses pectorales plus longues. La coloration du ventre peut aussi distinguer ces deux espèces mais cet aspect peut échapper à l'observateur il est difficile à voir par delà la surface de l'eau.

## Régime alimentaire
Le globicéphale noir chasse quasi uniquement des proies grégaires. Il se nourrit de plusieurs espèces de poissons mais aime particulièrement les calmars. Son régime alimentaire semble varier en fonction de sa distribution géographique.

## Mode de vie
Les globicéphales noirs sont des animaux profondément sociaux qui vivent en bandes d'environ une centaine d'individus, qui se rassemblent à l’occasion en de très grandes concentrations. Les mâles se montrent très agressifs entre eux, ce qui est plutôt inhabituel pour les cétacés. Il semblerait qu'ils conquièrent régulièrement le droit de s'accoupler avec les femelles d'autres groupes familiaux. Les globicéphales noirs chassent à des profondeurs superficielles ou moyennes et, normalement, ne plongent pas plus de 10 minutes. Comme beaucoup de cétacés, ils possèdent un registre de sons différents leur servant à s'orienter et à communiquer entre eux.
Ses prédateurs sont les orques et les requins.

### Interactions avec les orques
Les globicéphales noirs et les orques (Orcinus orca) partagent de vastes régions de leur aire de distribution, notamment l’océan Atlantique. La documentation des rencontres entre ces deux espèces indique qu’elles peuvent être de différentes natures. De rares cas de prédation de la part des orques ont été observé mais de nombreuses rencontres sans comportement agressif ont également été recensées. Une étude a été menée sur les interactions entre ces deux espèces de cétacés sur les côtes islandaises et a permis d'identifier des comportements d’intimidation active de la part des globicéphales envers les orques. Lors des intimidations observées par les chercheurs le groupe de globicéphales se divise en deux et charge à toute vitesse les orques qui réagissent par la fuite.
Différentes hypothèses sur la raison de ce comportement d’intimidation des globicéphales ont été proposées par les chercheurs. La compétition entre les deux espèces pour les habitats, pour les terrains de chasse ou pour les proies pourrait en être la cause,.  Une seconde hypothèse est que les globicéphales perçoivent les orques comme des prédateurs peu dangereux et répondent par un comportement de mobbing (houspillage).

## Reproduction
La durée de gestation est de 14 à 15 mois. Les petits globicéphales noirs mesurent 180 cm à la naissance et sont allaités pendant environ 20 mois. Cette longue période de lactation est la raison pour laquelle les femelles ne mettent bas que tous les 3 ans. Les mâles sont sexuellement matures vers 12-20 ans alors que les femelles le sont à 6-10 ans. La longévité est d'environ 50 ans.

## Effectifs
L'une des causes majeures de mortalité est le matériel de pêche dans lequel s’empêtrent les cétacés. Il n'existe aucune estimation des effectifs. On suppose que ceux-ci se chiffrent à plusieurs centaines de milliers d'individus au niveau mondial, voire un million. L'espèce est considérée comme étant au niveau de préoccupation le plus bas de l'échelle UICN (préoccupation mineure).

## Chasse
Ces animaux sont chassés aux îles Féroé.

À l'origine, il s'agit d'une chasse vivrière car les cétacés passant au large des îles féroïennes étaient une source de nourriture pour ses habitants isolés. Elle n’est devenue « traditionnelle » qu’au milieu du XXe siècle et dans les faits, aucun rituel n’est pratiqué lors des Grindadráp.